# Jackson Kreuser
Jackson Rocky Kreuser (White Bear Lake, 5 maart 1999) is een Amerikaans basketballer.

## Carrière
Kreuser speelde collegebasketbal van 2017 tot 2022 voor de North Dakota State Bison. In 2022 werd hij profbasketballer in de Duitse tweede klasse bij Nurnberg Falcons waar hij een seizoen speelde. In de zomer van 2023 tekende hij een contract bij de Belgische eersteklasser Antwerp Giants. Tijdens de zomer van 2024 maakte hij de overstap naar de Griekse eersteklasser PAOK Saloniki BC. Na een seizoen wisselde hij de club voor reeksgenoot Panionios BC.